# كيوشي سوزوكي
كيوشي سوزوكي (باليابانية: 鈴木清؛ بالكانا: すずき きよし) هو مصور ياباني، ولد في 30 نوفمبر 1943، وتوفي في 2000.